# Isole Åland
Le Isole Åland (in svedese Åland, in finlandese Ahvenanmaa, lett. "Terra del Pesce persico", in latino Alandia) sono un arcipelago della Finlandia composto da più di 6 500 tra isole e scogli all'ingresso del golfo di Botnia, a circa 40 km dalla costa della Svezia, 25 km da quella della Finlandia e 30 km da quella dell'Estonia. Costituiscono una provincia finlandese, l'unica ad essere autonoma, demilitarizzata e di lingua svedese.
Lo status della lingua svedese, l'estensiva autonomia e le competenze dell'assemblea legislativa delle Åland sono garantite da uno specifico atto sull'autonomia delle Åland, la cui ultima revisione è del 1991, emanato dal parlamento finlandese e basato su trattati internazionali che danno alle Åland anche uno stato di neutralità e demilitarizzazione, ovvero nessuna base o forza militare può essere dislocata sulle isole. Lo status speciale delle Isole Åland si fonda su una decisione presa dalla Società delle Nazioni nel 1921, ed è, in un contesto differente, riaffermato nel trattato di adesione della Finlandia all'Unione europea.
Confina con la Svezia sulla piccola isola Märket.

## Storia
Le Isole Åland appartenevano alle province che l'Impero svedese dovette cedere all'Impero russo col Trattato di Fredrikshamn nel settembre 1809 e vennero a far parte del semi-autonomo Granducato di Finlandia.
Quando le isole furono cedute alla Russia, gli svedesi non furono in grado di assicurarsi una misura che facesse in modo che le isole non venissero fortificate. La questione era comunque vitale, non solo per la Svezia ma anche per la Gran Bretagna, i cui commerci nel Mar Baltico erano minacciati, perché le isole furono demilitarizzate a seguito della Guerra di Crimea.
Durante la Guerra civile finlandese del 1918, le truppe svedesi intervennero come forza di pace tra le "truppe russe", fino ad allora stazionate sulle isole, e le "truppe rosse e bianche" che arrivavano sui ghiacci dalla Finlandia. Il 5 marzo 1918 in seguito al trattato di Brest-Litovsk gli svedesi vennero sostituiti da truppe d'occupazione tedesche giunte su richiesta del "governo bianco" della Finlandia indipendente.
Dal 1917 i residenti miravano alla restituzione delle isole alla madre patria svedese. Una petizione per la secessione dalla Finlandia venne firmata dal 96,2% degli adulti nativi delle Åland (coloro che lavoravano o vivevano all'estero erano esclusi, anche se alcune serie domande sorsero successivamente su questi dati straordinariamente alti). Questi sentimenti crebbero forti, in particolar modo davanti alle tendenze anti-svedesi della Finlandia, al nazionalismo finlandese alimentato dalla lotta per il mantenimento dell'autonomia e alla resistenza finlandese alla russificazione. Inoltre il conflitto tra la privilegiata minoranza svedese in Finlandia e la maggioranza finlandese, che dagli anni 1840 era preminente nella vita politica finlandese, contribuirono alle paure della popolazione delle Åland circa il loro futuro in Finlandia.
Comunque, poiché la Finlandia non era intenzionata a cedere le isole, ad esse venne offerto uno statuto autonomo invece della riannessione. Nonostante ciò, i residenti non approvarono l'offerta e la disputa sulle isole venne sottomessa alla Lega delle Nazioni. Quest'ultima decise che la Finlandia poteva mantenere la sovranità sulla provincia, ma le Isole Åland sarebbero state un territorio autonomo. Quindi la Finlandia fu obbligata a assicurare ai residenti delle Åland il diritto di mantenere la loro lingua, così come la loro cultura e tradizioni locali. Allo stesso tempo, venne concluso un trattato internazionale sullo stato neutrale delle Åland, in base al quale fu vietato posizionare basi o forze militari sulle isole.
Nel corso del XX secolo, la sovranità finlandese è stata percepita come benevola, e addirittura benefica, da un numero sempre maggiore di isolani. Assieme al disappunto sull'insufficiente supporto svedese nella Lega delle Nazioni, circa il mancato rispetto dello stato demilitarizzato delle Åland negli anni trenta, e in certa misura al sentimento di destino comune con la Finlandia durante e dopo la seconda guerra mondiale, questo ha prodotto una diversa percezione delle relazioni tra Isole Åland e Finlandia: da "provincia svedese in possesso finlandese" a "parte autonoma della Finlandia". Congiuntamente con l'ammissione finlandese nell'Unione europea, un protocollo sulle Isole Åland prevede che: le misure del Trattato della Comunità Europea non possono forzare un cambiamento delle esistenti restrizioni per gli stranieri (ovvero persone che non godono della "cittadinanza regionale", hembygdsrätt, nelle Åland) sulla possibilità di acquistare immobili.

## Politica
Nel 1634 le Åland vennero rese parte della Contea di Åbo e Björneborg come parte delle grandi riforme amministrative iniziate dal conte Axel Oxenstierna, allorquando la Finlandia era una provincia della Svezia, e pertanto l'appartenenza amministrativa alla circoscrizione finnica per ragioni di prossimità geografica, non inficiava la naturale nazionalità delle isole. Durante le guerre napoleoniche tuttavia, la Russia conquistò la Finlandia, e le isole furono quindi separate dalla madrepatria. Nel 1918, seguendo le dominanti opinioni separatiste, connesse all'indipendenza e alla Guerra civile finlandese, vennero separate e formarono una propria entità amministrativa. La risoluzione della Società delle Nazioni del 1921 lasciò le Åland sotto sovranità finlandese, ma con un alto grado di autonomia e alcuni diritti esclusivi per i nazionali delle Åland.
Le Åland hanno la loro bandiera nazionale, emettono valori postali, hanno una loro forza di polizia, e sono un membro del Consiglio Nordico. Le isole sono demilitarizzate e la popolazione maschile è esentata dalla leva. Il parlamentarismo, Lagting, è in vigore dal 1922. I liberali e gli agrari sono le maggiori forze politiche, generalmente in competizione, spesso coalizzate. L'autonomia delle Åland precedette la creazione delle province finlandesi, e il governo autonomo delle Åland ha anche competenza sulle materie provinciali ordinarie in quanto compatibili. Le isole costituiscono inoltre una regione prefettizia a sé stante, il cui rappresentante statale ha qui il particolare titolo di governatore.

## Amministrazione statale
L'Ufficio provinciale di Stato delle Åland ha funzioni in qualche modo differenti dalle altre province finlandesi, a causa dell'autonomia. Generalmente un Ufficio provinciale di Stato è una autorità regionale congiunta di sette differenti ministeri del governo finlandese. Nelle Åland l'Ufficio provinciale di Stato rappresenta anche un insieme di altre autorità del governo centrale, che nella Finlandia continentale hanno burocrazie separate. D'altro canto compiti che in Finlandia sono gestiti dagli uffici provinciali, sono trasferiti al governo autonomo delle Åland.

## Municipalità
| - Brändö - Eckerö - Finström - Föglö - Geta - Hammarland - Jomala - Kumlinge | - Kökar - Lemland - Lumparland - Mariehamn - Saltvik - Sottunga - Sund - Vårdö |

## Geografia fisica

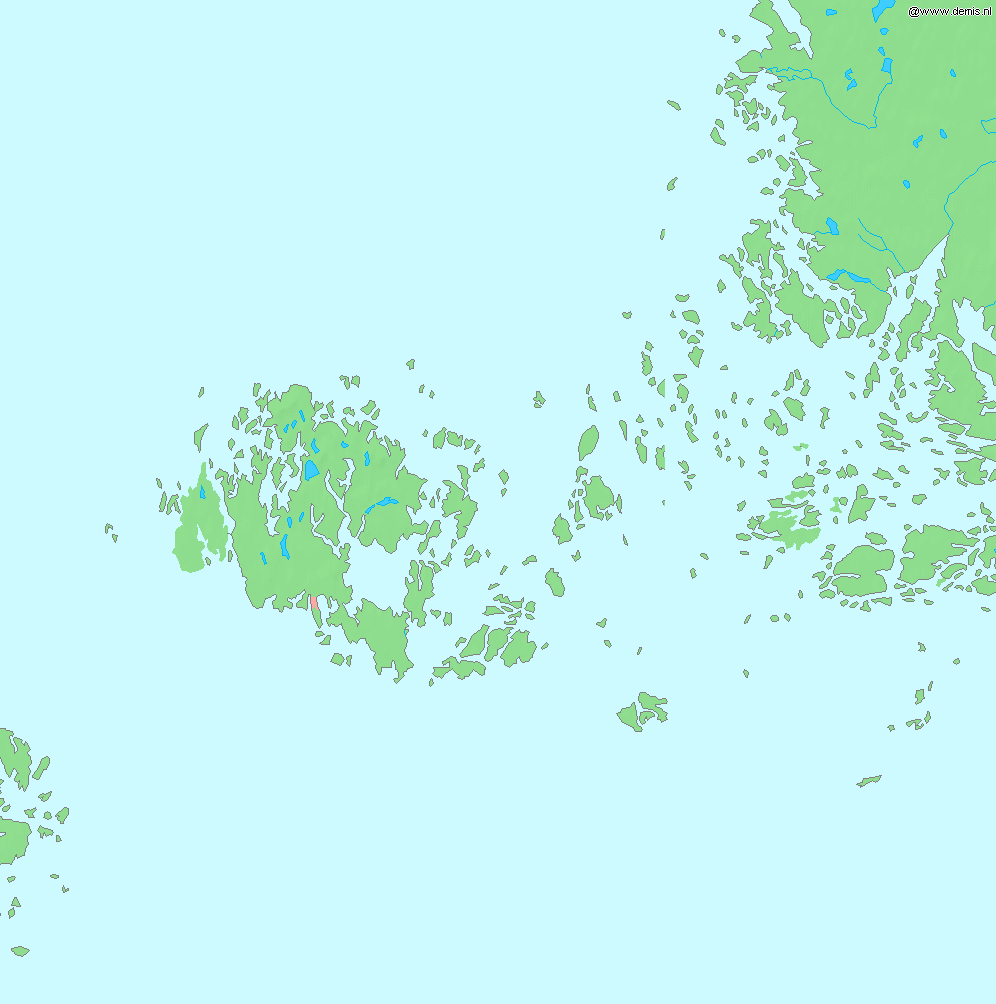
L'arcipelago delle Åland.

Le Isole Åland occupano una posizione di grande interesse strategico, controllano infatti uno degli ingressi al porto di Stoccolma e gli approcci al Golfo di Botnia, inoltre sono situate in prossimità del Golfo di Finlandia. Il gruppo consiste di quasi trecento isole abitabili, delle quali circa ottanta sono abitate, il resto sono scogli desolati. Queste isole formano un prolungamento dell'Åbo skärgård (in finlandese, Turunmaan saaristo), l'arcipelago adiacente alla costa sud-est della Finlandia.
La superficie delle isole è generalmente sabbiosa, il terreno sottile e il clima mite. Ci sono diversi approdi eccellenti, particolarmente quello di Ytternäs. La massa delle isole occupa una superficie totale di 1512 km².
L'isola più grande è Fasta Åland, dove vive il 90% della popolazione, e sulla quale si trova la capitale, Mariehamn. Quest'isola conta per il 70% dell'area della provincia e si estende per 50 km da nord a sud e per 45 km da est ad ovest. Långnäs è un porto sulla costa orientale dell'isola principale delle Åland.

## Economia
L'abolizione delle vendite esenti da imposte sui traghetti con destinazione all'interno dell'Unione europea ha fatto sì che la Finlandia chiedesse un'eccezione per le Åland. Questa eccezione consente il mantenimento di tali vendite sui traghetti che viaggiano tra Svezia e Finlandia, ma ha reso le Åland una differente zona tariffaria, il che significa che le imposte devono essere applicate ai beni importati sulle isole.

## Lingue e cultura
La maggior parte degli abitanti è di madre lingua svedese: il 93,5% nel 2001. Lo svedese è l'unica lingua ufficiale della provincia, mentre il resto della Finlandia adotta ufficialmente sia il finlandese sia lo svedese. La maggioranza della popolazione, 78,3%, appartiene alla chiesa evangelica luterana, qui rappresentata dalla diocesi di Borgå.
Le Åland emettono francobolli propri sin dal 1984, quando crearono anche proprie targhe automobilistiche.